# Distretti della Svizzera
A differenza degli Stati di tipo centralista, nella Confederazione Svizzera i cantoni sono completamente liberi di decidere la propria suddivisione amministrativa. Pertanto esistono diverse strutture e terminologie per le entità subnazionali intermedie tra i cantoni ed i comuni, chiamate in generale distretti.

## Distretti svizzeri per cantone
La maggior parte dei cantoni sono divisi in Bezirke (distretto in tedesco). Sono chiamati anche Ämter (Canton Lucerna), Amtsbezirke (Canton Berna), district (in francese e in romancio) o distretti (nel Canton Ticino).
Il distretto generalmente si occupa solo dell'amministrazione e dell'organizzazione della giustizia. Per ragioni storiche, nel Canton Grigioni e nel Canton Svitto, i distretti hanno giurisdizione anche fiscale e politica.
10 dei 26 cantoni non sono divisi in distretti:
Uri, Obvaldo, Nidvaldo, Appenzello Esterno, Glarona, Zugo, Basilea Città e Ginevra non sono divisi in distretti (per diversi motivi, storici, pratici o per la dimensione ridotta). Il Canton Sciaffusa ha rinunciato ai distretti dalla metà del 1999. Dall'inizio del 2003 il Canton San Gallo non riconosce più i distretti; le loro funzioni sono passate alle circoscrizioni elettorali.
I cantoni sono ordinati secondo l' Articolo 1 (archiviato dall'url originale il 14 maggio 2013). della costituzione svizzera.

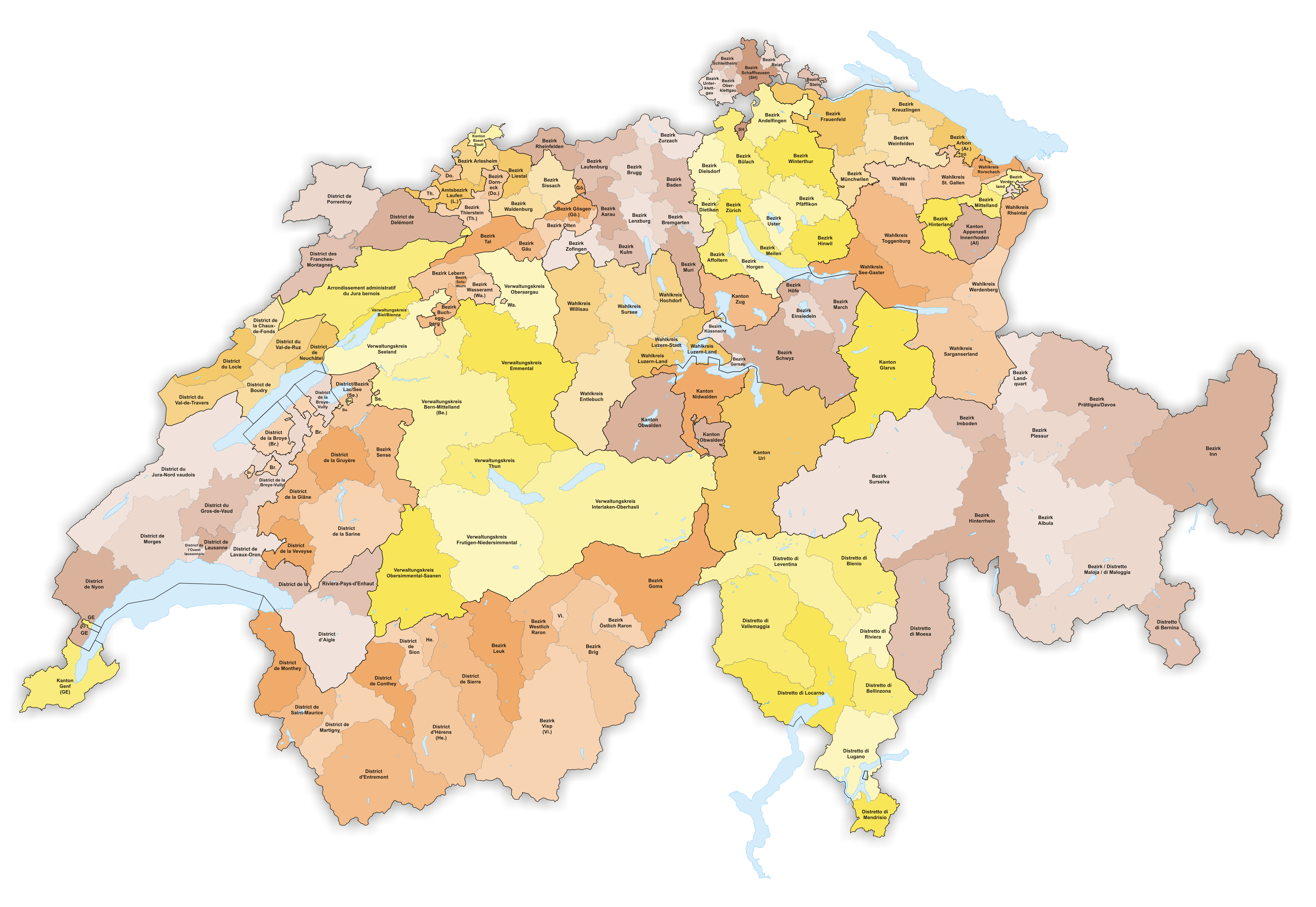
Distretti della Svizzera (2013)

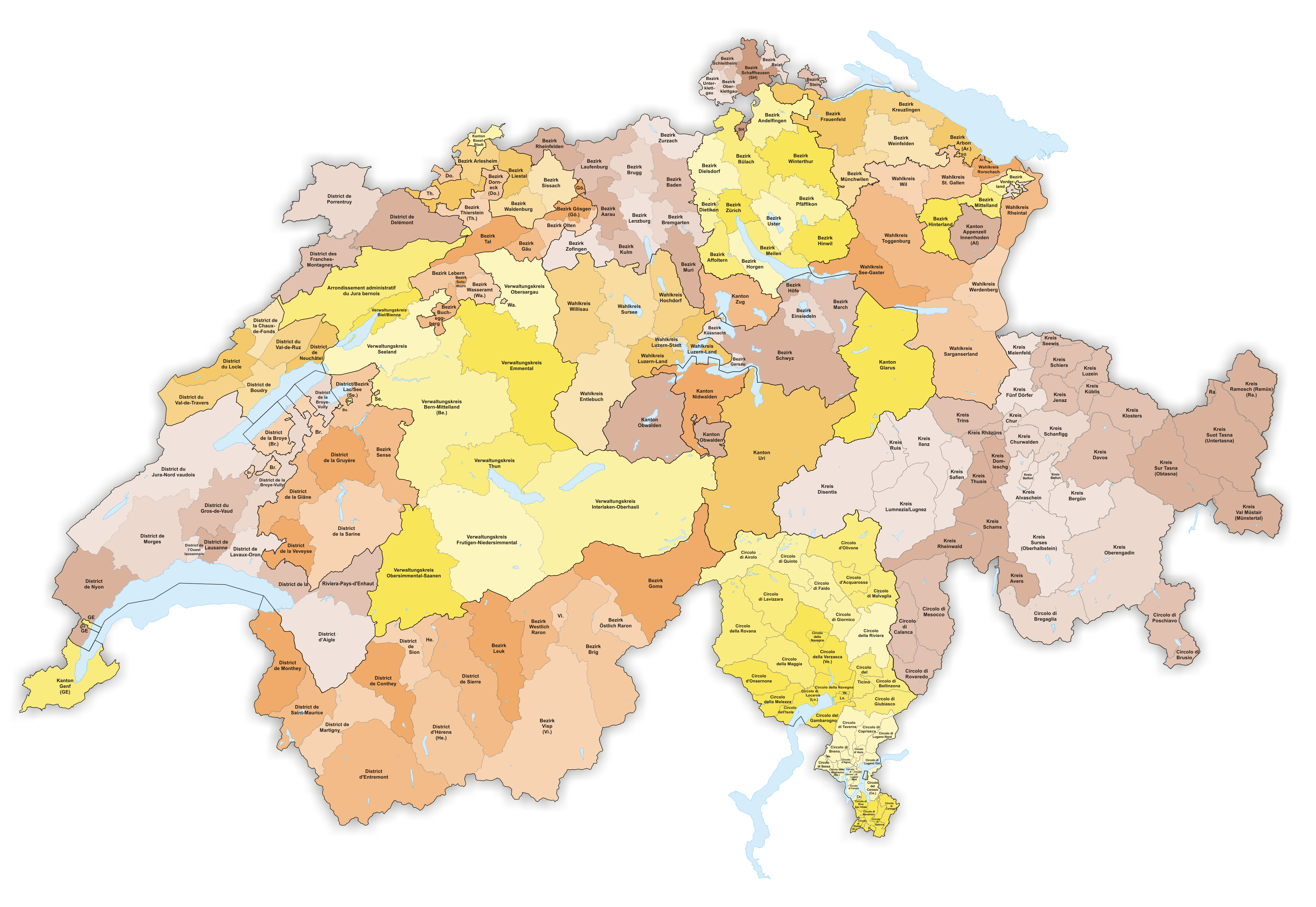
Distretti e Circoli della Svizzera (2015)

| Cantone            | Unità amministrativa                                                             | Numero |
| ------------------ | -------------------------------------------------------------------------------- | ------ |
| Zurigo             | Bezirke                                                                          | 12     |
| Berna              | Verwaltungskreise, Verwaltungsregionen Districts, Arrondissements administratifs | 10 5   |
| Lucerna            | Wahlkreise                                                                       | 6      |
| Uri                | –                                                                                | –      |
| Svitto             | Bezirke                                                                          | 6      |
| Obvaldo            | –                                                                                | –      |
| Nidvaldo           | –                                                                                | –      |
| Glarona            | –                                                                                | –      |
| Zugo               | –                                                                                | –      |
| Friburgo           | Districts Bezirke                                                                | 7      |
| Soletta            | Bezirke Amteien                                                                  | 10 5   |
| Basilea Città      | -                                                                                | –      |
| Basilea Campagna   | Bezirke                                                                          | 5      |
| Sciaffusa          | Bezirke                                                                          | –      |
| Appenzello Esterno | Bezirke                                                                          | –      |
| Appenzello Interno | Bezirke                                                                          | 5      |
| San Gallo          | Wahlkreise                                                                       | 8      |
| Grigioni           | Regionen/Regioni                                                                 | 11     |
| Argovia            | Bezirke                                                                          | 11     |
| Turgovia           | Bezirke                                                                          | 5      |
| Ticino             | Distretti Circoli                                                                | 8 37   |
| Vaud               | Districts                                                                        | 10     |
| Vallese            | Districts Bezirke                                                                | 14     |
| Neuchâtel          | Districts                                                                        | 6      |
| Ginevra            | –                                                                                | –      |
| Giura              | Districts                                                                        | 3      |

## Lista

### Canton Appenzello Esterno

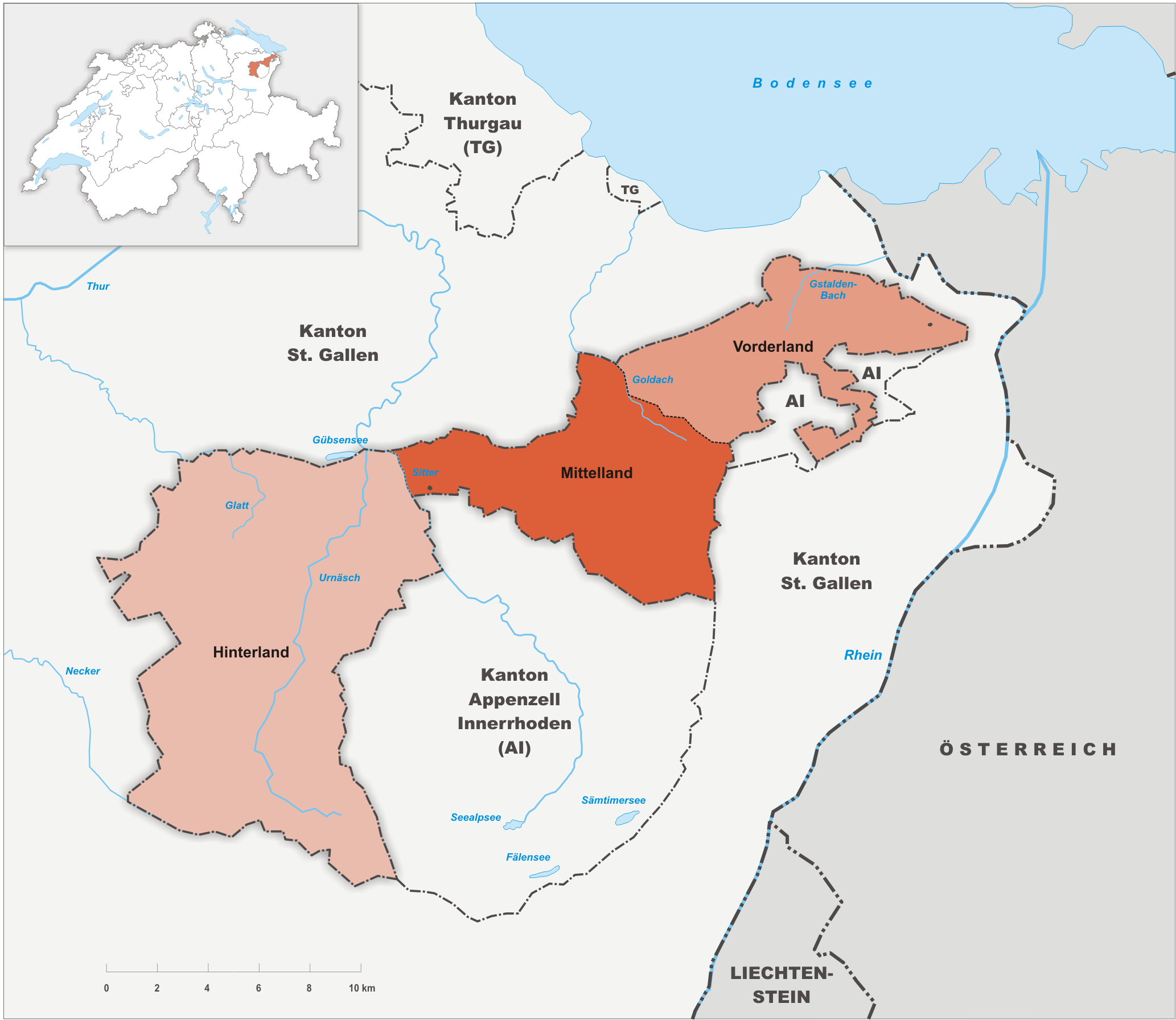
Distretti del Canton Appenzello Esterno

Il Canton Appenzello Esterno non è più diviso in distretti; non vi sono livelli intermedi tra il cantone ed i comuni. I distretti erano:
- Hinterland, con capoluogo Herisau[senza fonte]
- Mittelland, con capoluogo Teufen[senza fonte]
- Vorderland, con capoluogo Heiden[senza fonte]

### Canton Appenzello Interno

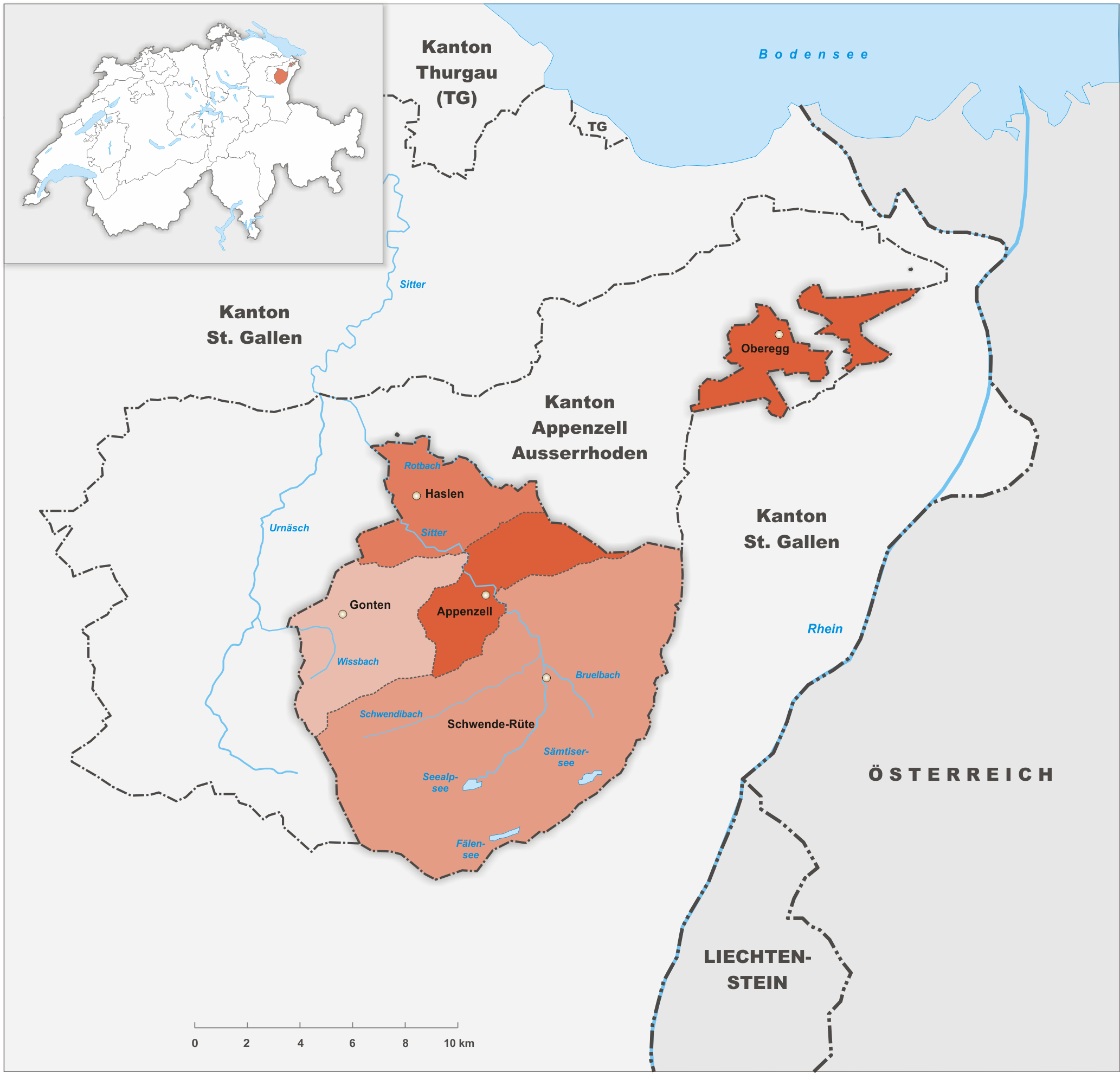
Distretti del Canton Appenzello Interno

I 5 Bezirke del Canton Appenzello Interno sono il livello più basso di decentramento amministrativo, equivalenti ai comuni negli altri cantoni:
- Appenzello
- Gonten
- Oberegg
- Schlatt-Haslen
- Schwende-Rüte, istituito il 1º maggio 2022 dalla fusione dei preesistenti distretti di Schwende e di Rüte

### Canton Argovia

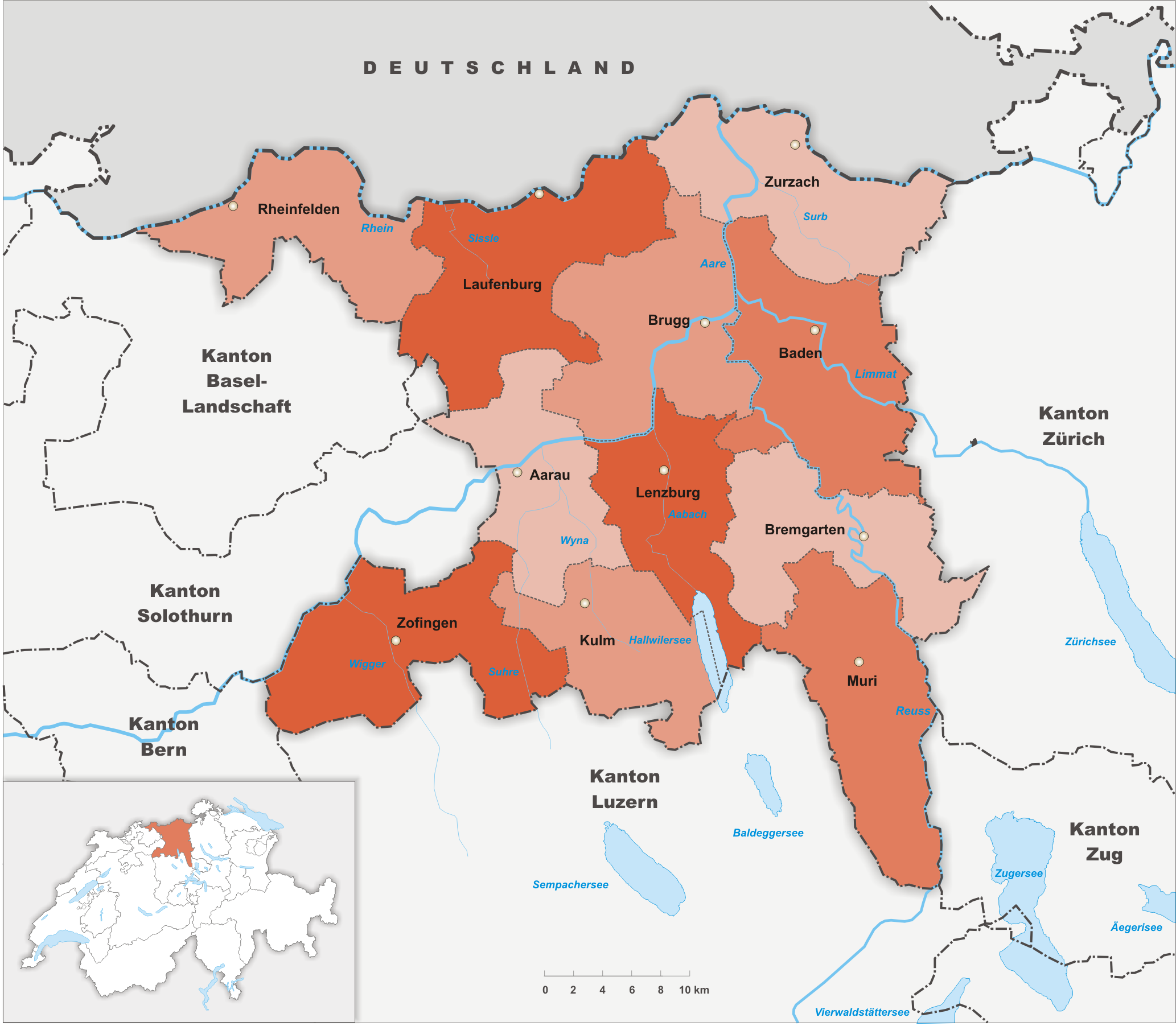
Distretti del Canton Argovia

Il Canton Argovia è diviso in 11 Bezirke:
- Bezirk Aarau, con capoluogo Aarau
- Bezirk Baden, con capoluogo Baden
- Bezirk Bremgarten, con capoluogo Bremgarten
- Bezirk Brugg, con capoluogo Brugg
- Bezirk Kulm, con capoluogo Unterkulm
- Bezirk Laufenburg, con capoluogo Laufenburg
- Bezirk Lenzburg, con capoluogo Lenzburg
- Bezirk Muri, con capoluogo Muri
- Bezirk Rheinfelden, con capoluogo Rheinfelden
- Bezirk Zofingen, con capoluogo Zofingen
- Bezirk Zurzach, con capoluogo Bad Zurzach

### Canton Basilea Campagna

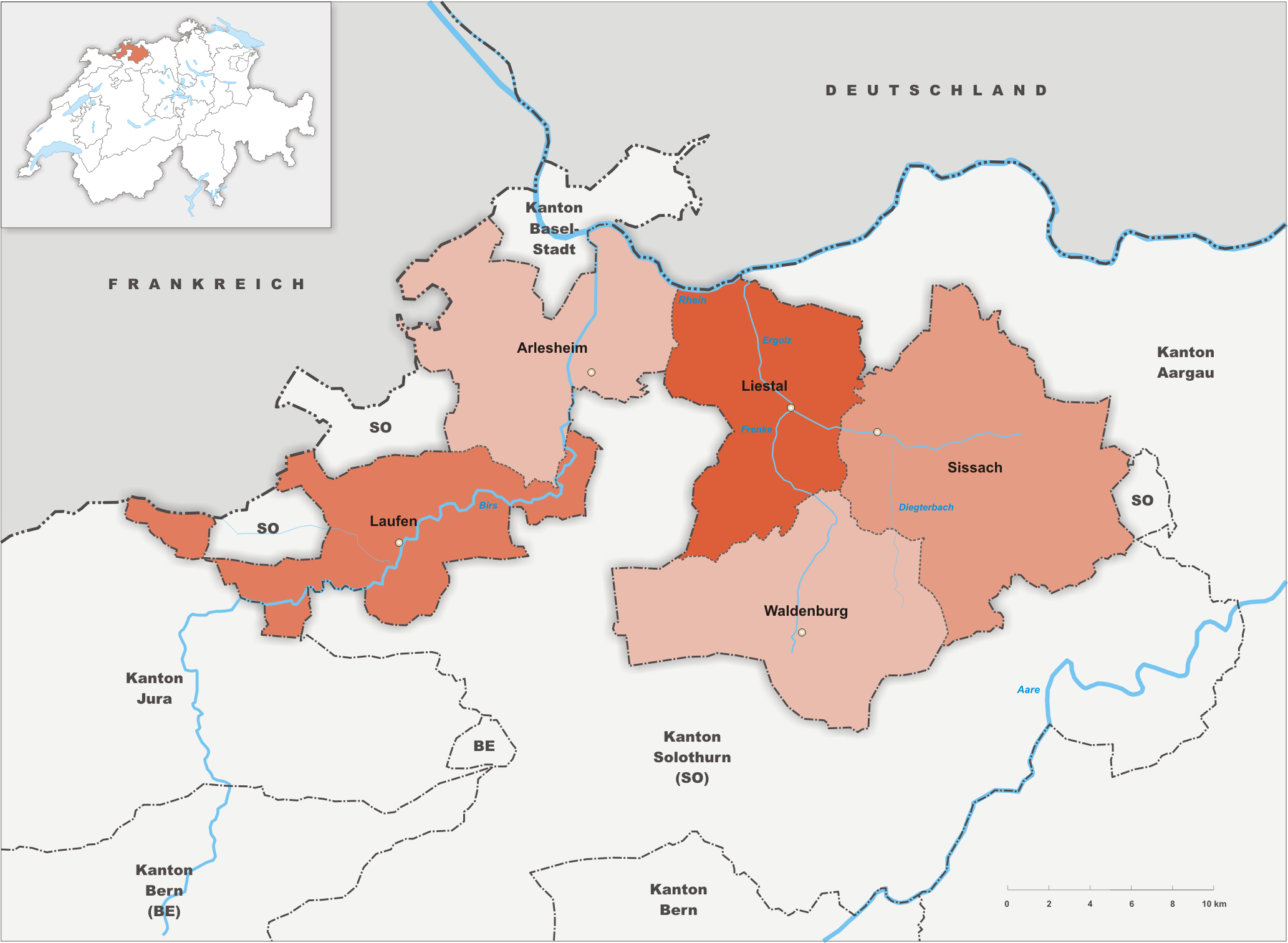
Distretti del Canton Basilea Campagna

Il Canton Basilea Campagna è diviso in cinque Bezirke:
- Bezirk Arlesheim, con capoluogo Arlesheim
- Bezirk Laufen, con capoluogo Laufen
- Bezirk Liestal, con capoluogo Liestal
- Bezirk Sissach, con capoluogo Sissach
- Bezirk Waldenburg, con capoluogo Waldenburg

### Canton Basilea Città
Il Canton Basilea Città non è diviso in distretti. È formato solo dalla città di Basilea e 2 comuni.

### Canton Berna

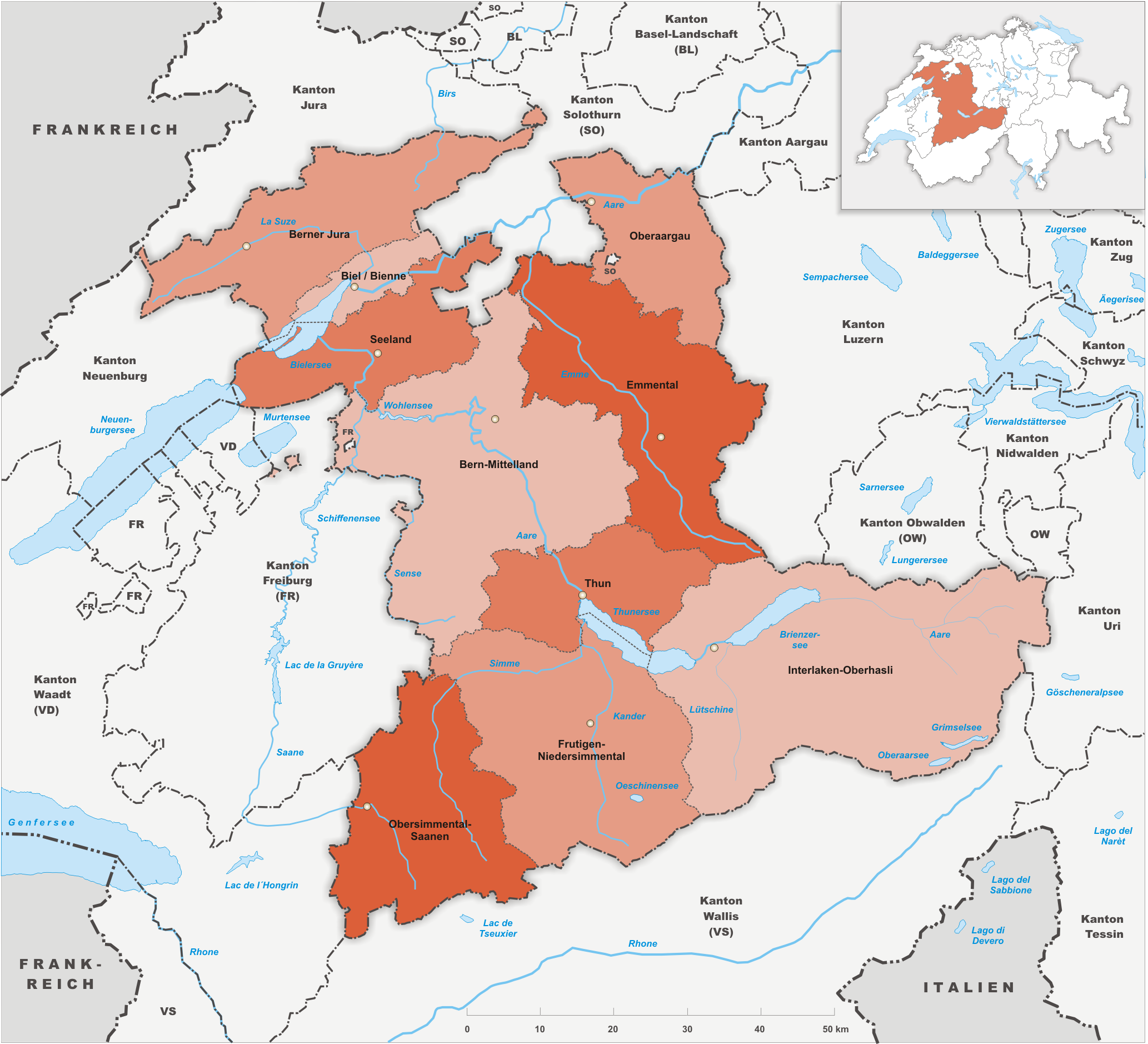
Distretti del Canton Berna

Il Canton Berna era diviso in 26 Amtsbezirke fino al 1º gennaio 2010, quando è stato riorganizzato in cinque Verwaltungsregionen (regioni amministrative) e dieci  Verwaltungskreise (circondari amministrativi):
- Giura Bernese, Giura Bernese, con capoluogo Courtelary
- Berna-Altipiano svizzero, Berna-Altipiano svizzero, con capoluogo Berna
- Emmental, Emmental-Alta Argovia, con capoluogo Langnau im Emmental
- Alta Argovia, Emmental-Alta Argovia, con capoluogo Wangen an der Aare
- Frutigen-Niedersimmental, Oberland, con capoluogo Frutigen
- Interlaken-Oberhasli, Oberland, con capoluogo Interlaken
- Obersimmental-Saanen, Oberland, con capoluogo Saanen
- Thun, Oberland, con capoluogo Thun
- Bienne, Seeland, con capoluogo Bienne
- Seeland, Seeland, con capoluogo Aarberg

### Canton Friburgo

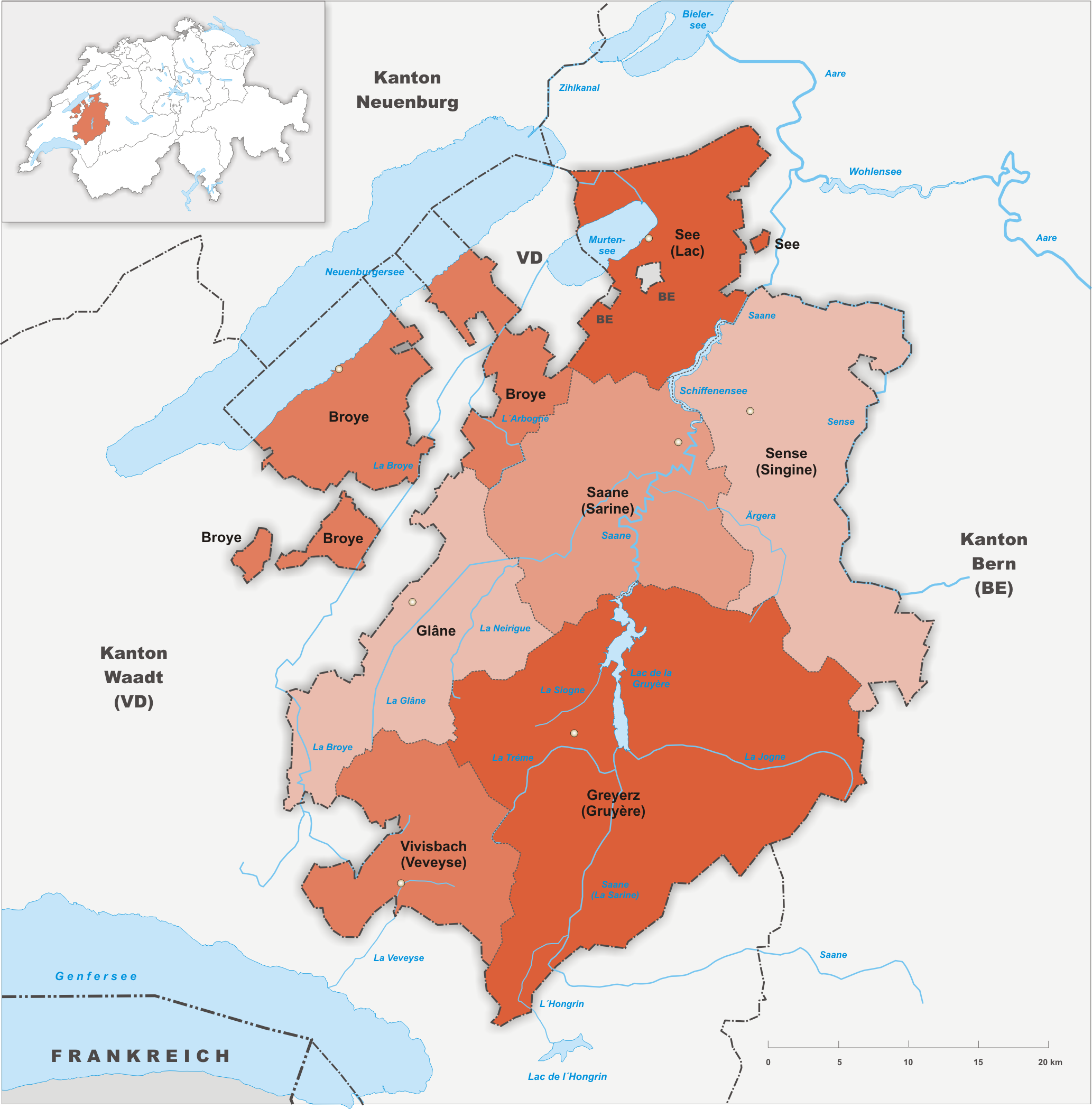
Distretti del Canton Friburgo

Il Canton Friburgo è diviso in sette Bezirke:
- District de la Sarine/Saanebezirk, con capoluogo Friborgo
- Sensebezirk, con capoluogo Tafers
- District de la Gruyère, con capoluogo Bulle
- Seebezirk, con capoluogo Murten
- District de la Glâne, con capoluogo Romont
- District de la Broye, con capoluogo Estavayer
- District de la Veveyse, con capoluogo Châtel-Saint-Denis

### Canton Ginevra
Il Canton Ginevra non è diviso in distretti; non vi sono livelli intermedi tra il cantone ed i comuni.

### Canton Giura

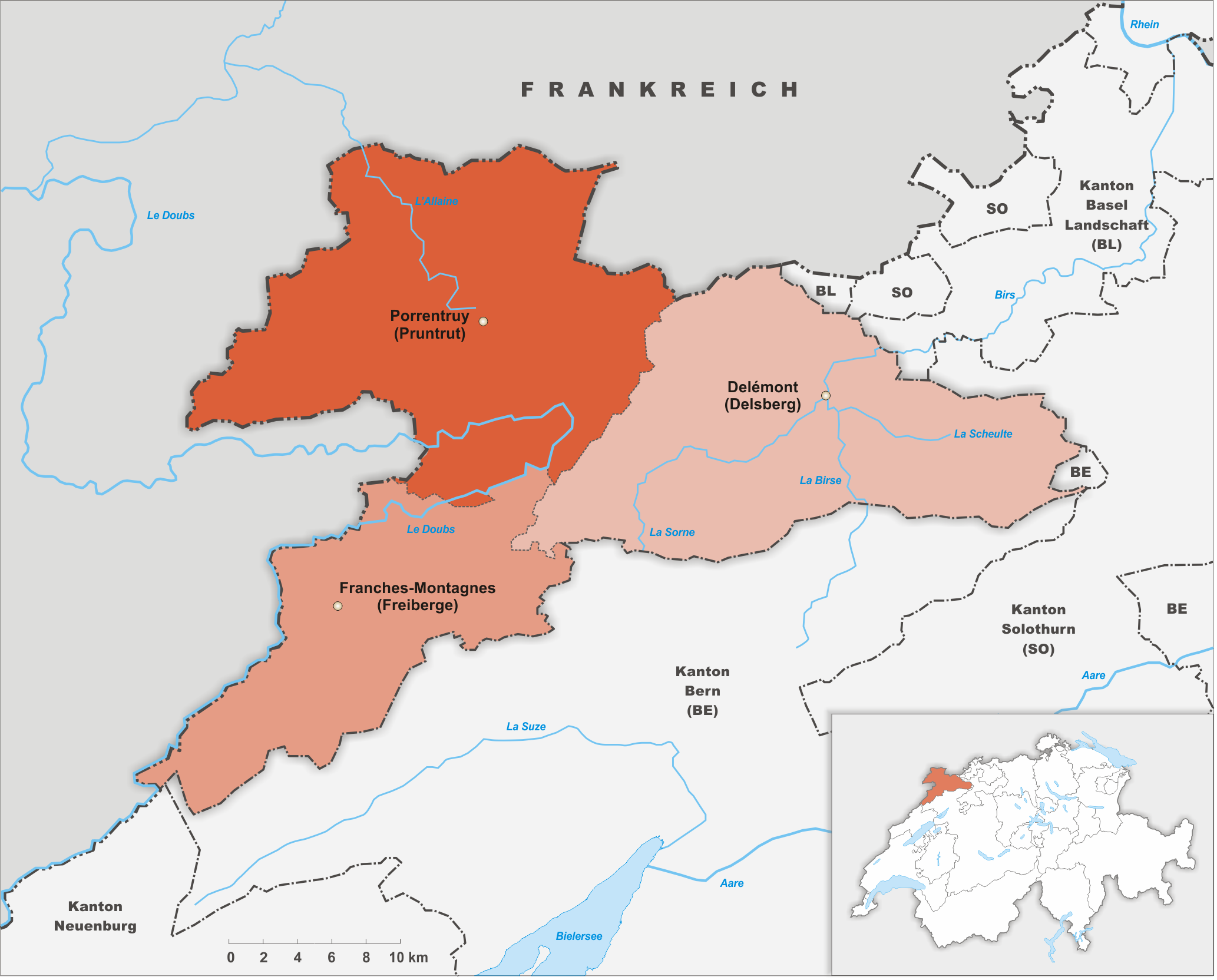
Distretti del Canton Giura

Il Canton Giura è diviso in tre districts:
- District de Delémont, con capoluogo Delémont
- District de Porrentruy, con capoluogo Porrentruy
- District des Franches-Montagnes, con capoluogo Saignelégier

### Canton Glarona
Il Canton Glarona non è diviso in distretti; non vi sono livelli intermedi tra il cantone ed i comuni.

### Canton Grigioni

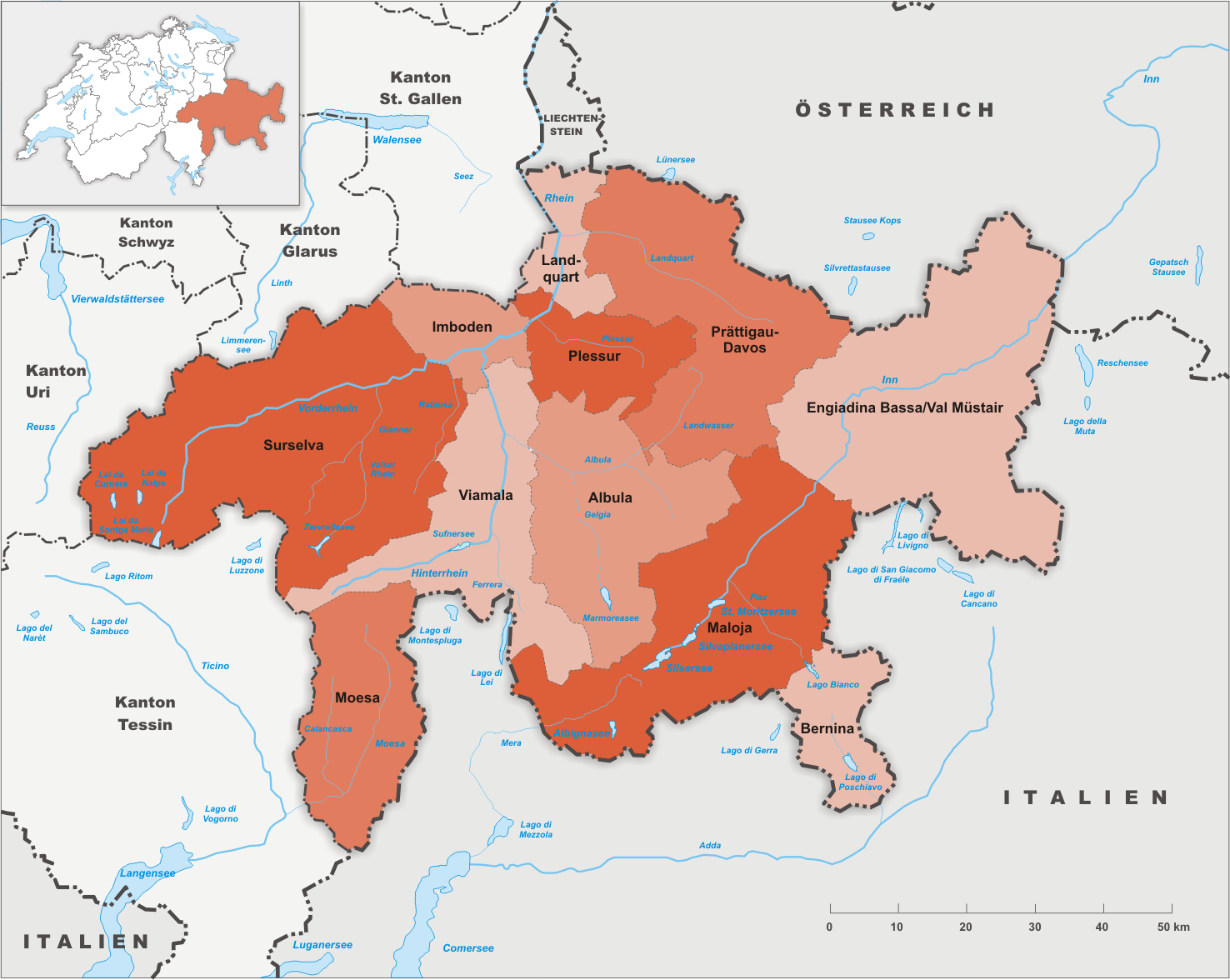
Regioni del Canton Grigioni

Il Canton Grigioni è diviso in 11 regioni, che il 1º gennaio 2016 hanno sostituito i vecchi 11 distretti (mantenendone pressoché inalterati i confini). Le regioni seguono tendenzialmente i confini naturali tra le valli.
Le regioni del Canton Grigioni sono (tra parentesi il capoluogo e il vecchio distretto che hanno sostituito):
- Albula (Albula, distretto dell'Albula)
- Bernina (Poschiavo, distretto di Bernina)
- Engiadina Bassa/Val Müstair (Scuol, distretto dell'Inn)
- Imboden (Domat/Ems, distretto di Imboden)
- Landquart (Landquart, distretto di Landquart)
- Maloja (Samedan, distretto di Maloggia)
- Moesa (Roveredo, distretto di Moesa)
- Plessur (Coira, distretto di Plessur)
- Prettigovia/Davos (Klosters, distretto di Prettigovia/Davos)
- Surselva (Ilanz/Glion, distretto di Surselva)
- Viamala (Thusis, distretto di Hinterrhein)

### Canton Lucerna

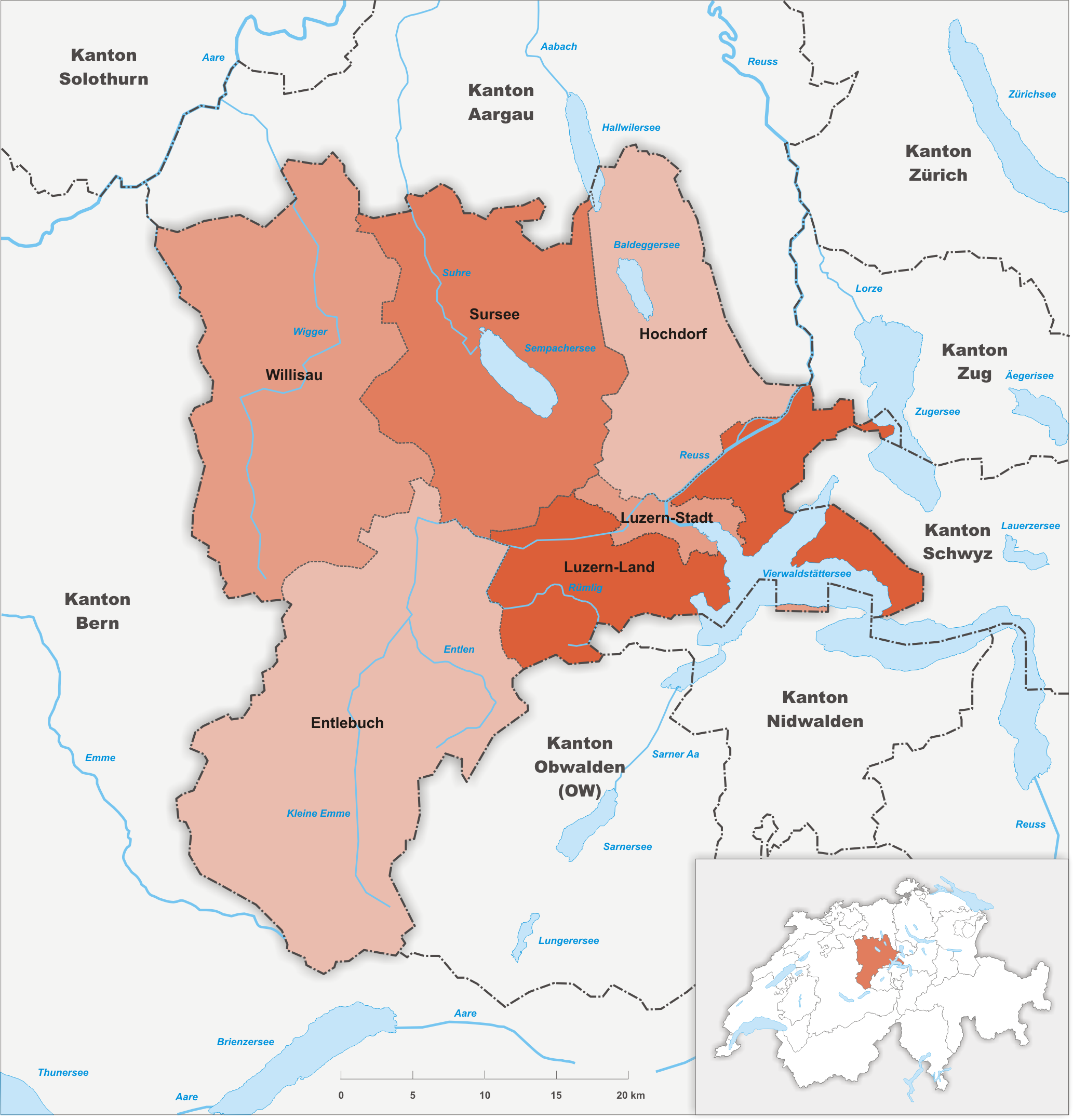
Distretti del Canton Lucerna

Il Canton Lucerna è diviso in sei Wahlkreise, unità elettorali e statistiche che dal 2013 hanno sostituito i precedenti cinque Ämter (i quali già nel 2007 avevano perso ogni valore amministrativo), ricalcandone tendenzialmente i confini, con qualche eccezione, la più rilevante delle quali è stata l'inserimento di Lucerna in un distretto a sé stante. A differenza degli Ämter, solo due Wahlkreise hanno ancora un proprio capoluogo:
- Wahlkreis Luzern-Land (in precedenza Amt Luzern, con capoluogo Lucerna)
- Wahlkreis Luzern-Stadt (in precedenza Amt Luzern)
- Wahlkreis Hochdorf (in precedenza Amt Hochdorf, con capoluogo Hochdorf)
- Wahlkreis Sursee, con capoluogo Sursee (in precedenza Amt Sursee)
- Wahlkreis Willisau, con capoluogo Willisau (in precedenza Amt Willisau)
- Wahlkreis Entlebuch (in precedenza Amt Entlebuch, con capoluogo Schüpfheim)

### Canton Nidvaldo
Il Canton Nidvaldo non è diviso in distretti; non vi sono livelli intermedi tra il cantone ed i comuni.

### Canton Neuchâtel

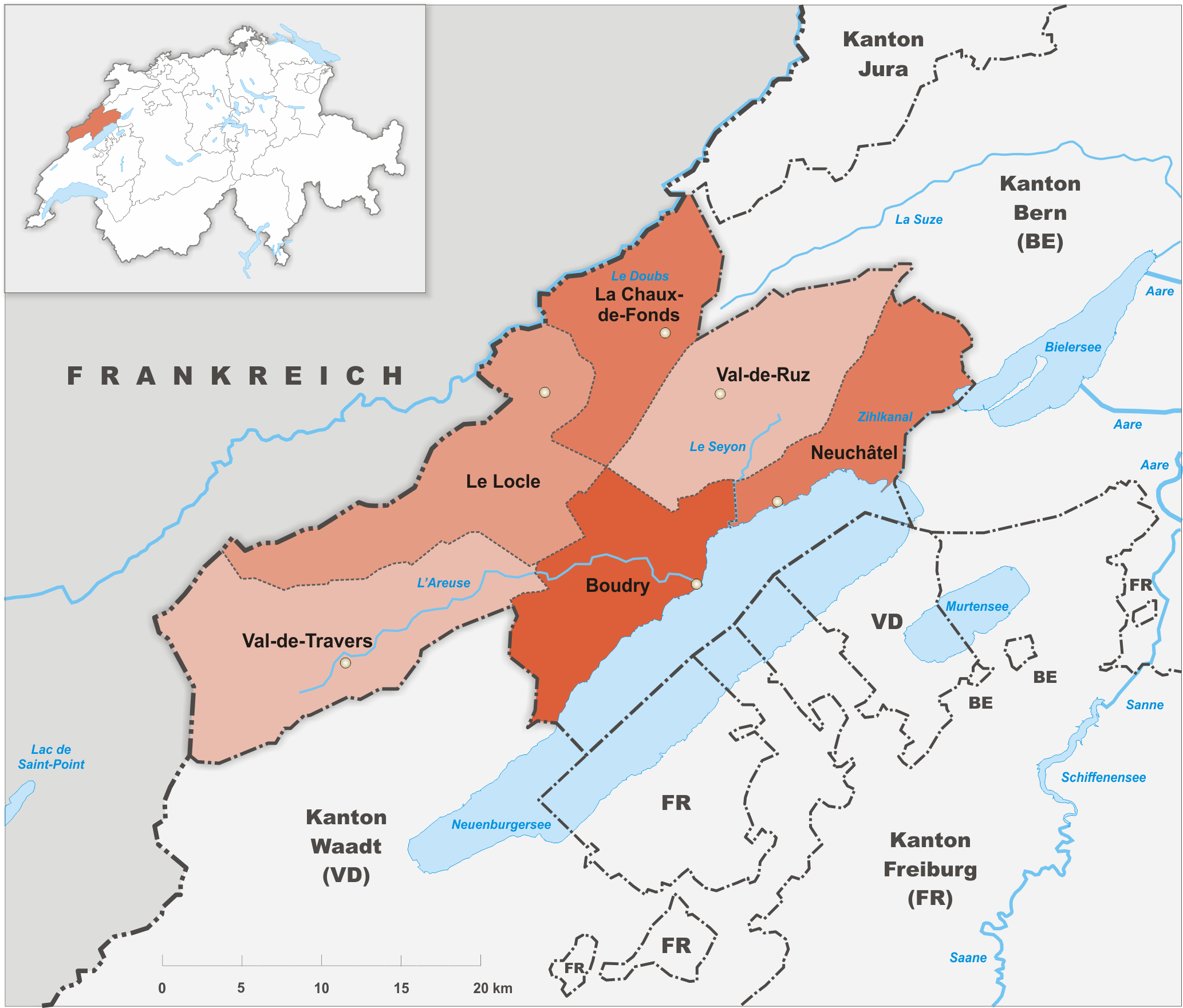
Distretti del Canton Neuchâtel

Il Canton Neuchâtel era diviso in sei districts, raggruppati in quattro regioni, soppressi il 31 dicembre 2017:
- District de Neuchâtel, Région Le Littoral, con capoluogo Neuchâtel
- District de Boudry, Région Le Littoral, con capoluogo Boudry
- District du Val-de-Ruz, Région Val-de-Ruz, con capoluogo Cernier
- District du Val-de-Travers, Région Val-de-Travers, con capoluogo Fleurier
- District de La Chaux-de-Fonds, Région Montagnes Neuchâteloises, con capoluogo La Chaux-de-Fonds
- District du Locle, Région Montagnes Neuchâteloises, con capoluogo Le Locle

### Canton Obvaldo
Il Canton Obvaldo non è diviso in distretti; non vi sono livelli intermedi tra il cantone ed i comuni.

### Canton San Gallo

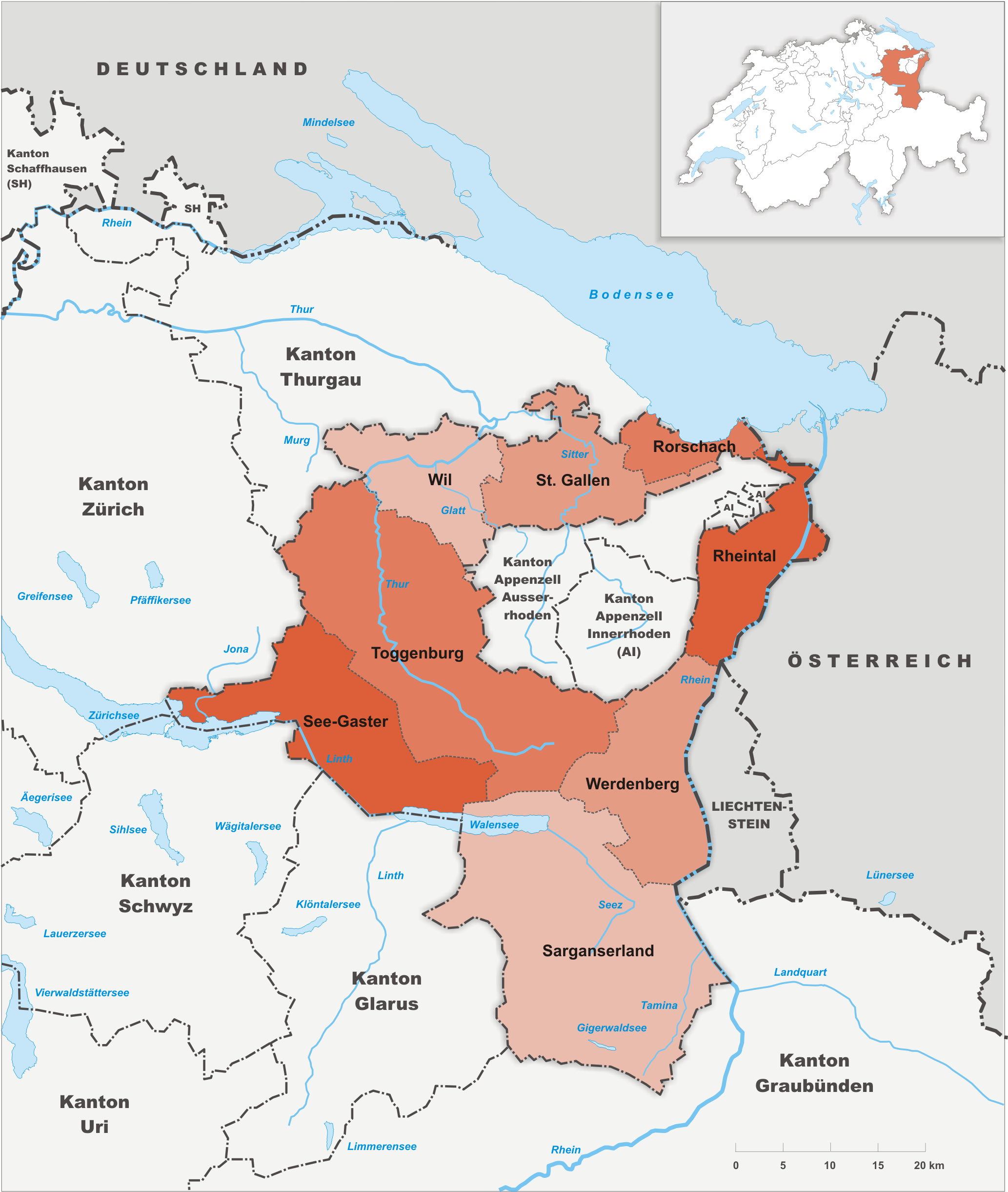
Distretti del Canton San Gallo

Il Canton San Gallo era diviso in 14 Bezirke fino al 1º gennaio 2003, quando è stato riorganizzato in otto Wahlkreise (circoscrizioni):
- Wahlkreis Rheintal, con capoluogo Altstätten
- Wahlkreis Rorschach, con capoluogo Rorschach
- Wahlkreis St. Gallen, con capoluogo San Gallo
- Wahlkreis Sarganserland, con capoluogo Sargans
- Wahlkreis See-Gaster, con capoluogo Uznach
- Wahlkreis Toggenburg, con capoluogo Wattwil
- Wahlkreis Werdenberg, con capoluogo Buchs
- Wahlkreis Wil, con capoluogo Wil

### Canton Sciaffusa
Il Canton Sciaffusa era diviso in sei Bezirke fino a luglio del 1999, adesso si passa direttamente dal cantone ai comuni.

### Canton Soletta

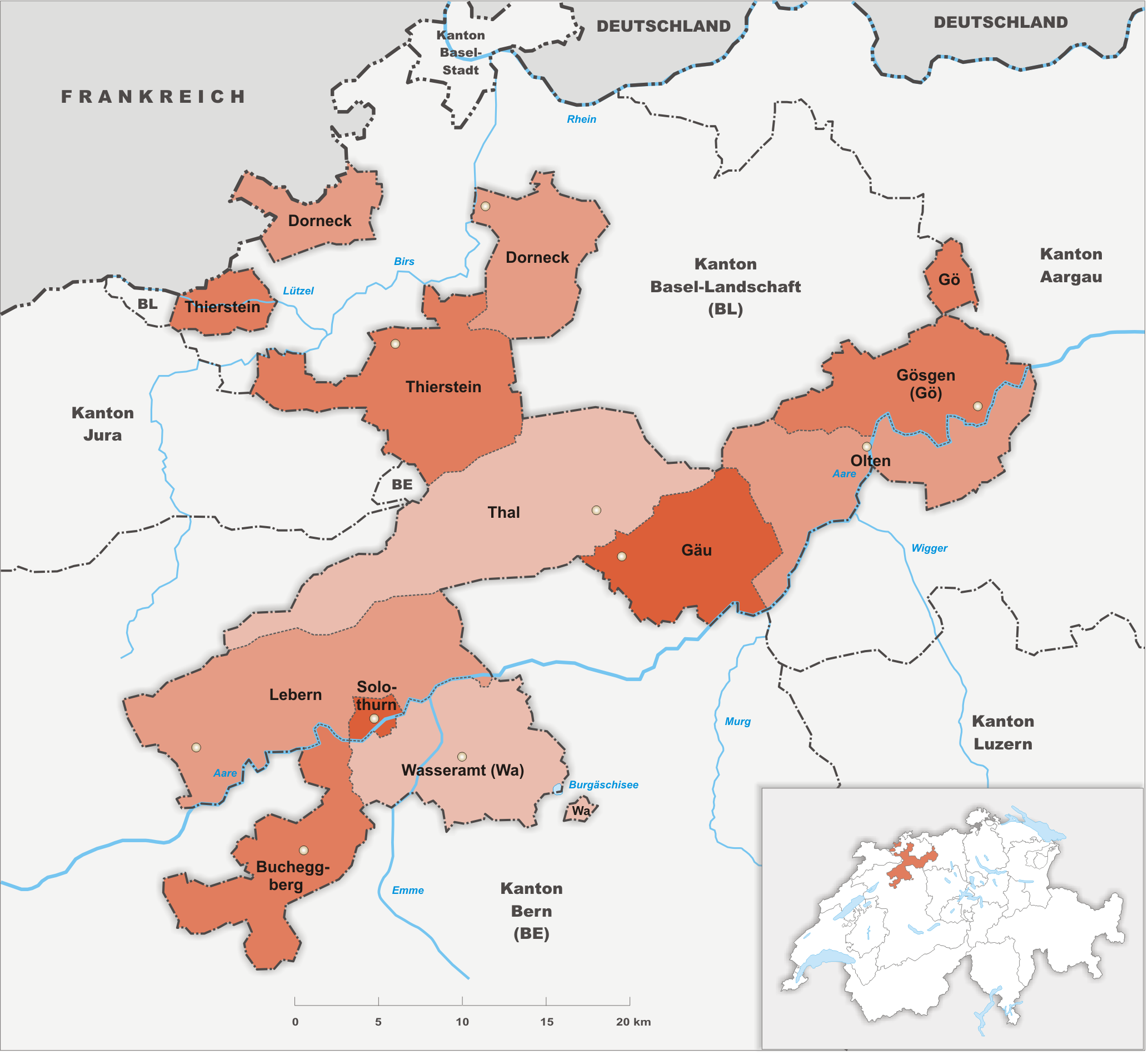
Distretti del Canton Soletta

Il Canton Soletta è diviso in 10 Bezirke, raggruppati in cinque circoscrizioni elettorali, chiamate Amteien. Dal 2005 i distretti hanno un significato solo statistico:
- Bezirk Bucheggberg, Amtei Wasseramt-Bucheggberg, con capoluogo Buchegg
- Bezirk Dorneck, Amtei Dorneck-Thierstein, con capoluogo Dornach
- Bezirk Gäu, Amtei Thal-Gäu, con capoluogo Oensingen
- Bezirk Gösgen, Amtei Olten-Gösgen, con capoluogo Niedergösgen
- Bezirk Lebern, Amtei Solothurn-Lebern, con capoluogo Grenchen
- Bezirk Olten, Amtei Olten-Gösgen, con capoluogo Olten
- Bezirk Solothurn, Amtei Solothurn-Lebern, con capoluogo Soletta
- Bezirk Thal, Amtei Thal-Gäu, con capoluogo Balsthal
- Bezirk Thierstein, Amtei Dorneck-Thierstein, con capoluogo Breitenbach
- Bezirk Wasseramt, Amtei Wasseramt-Bucheggberg, con capoluogo Kriegstetten

### Canton Svitto

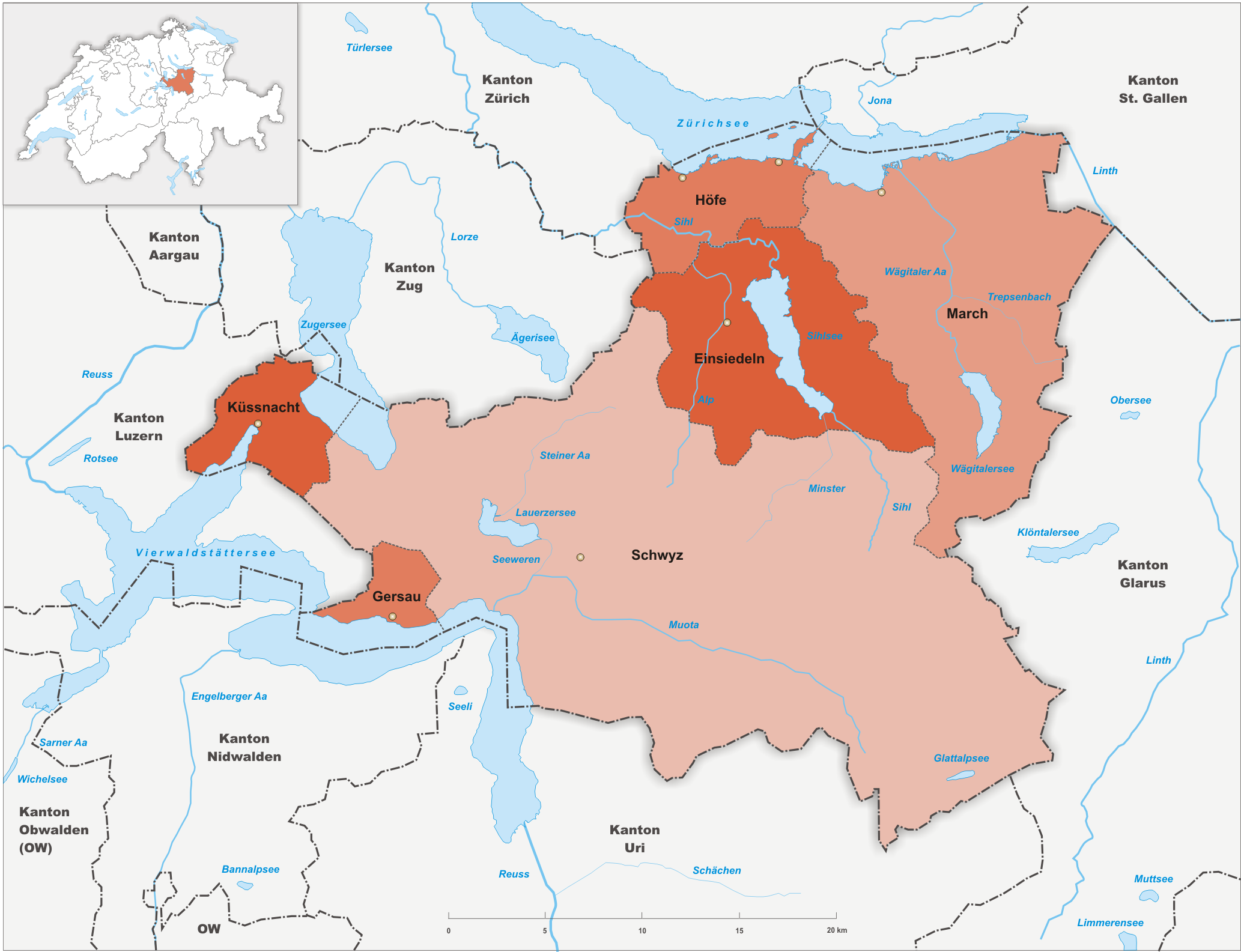
Distretti del Canton Svitto

Il Canton Svitto è diviso in sei Bezirke, tre dei quali (Einsiedeln, Küssnacht e Gersau) comprendono un solo comune:
- Bezirk Schwyz, con capoluogo Svitto
- Bezirk Einsiedeln con capoluogo Einsiedeln
- Bezirk Gersau con capoluogo Gersau
- Bezirk Höfe, con capoluogo Wollerau
- Bezirk Küssnacht con capoluogo Küssnacht
- Bezirk March, con capoluogo Lachen

### Canton Ticino

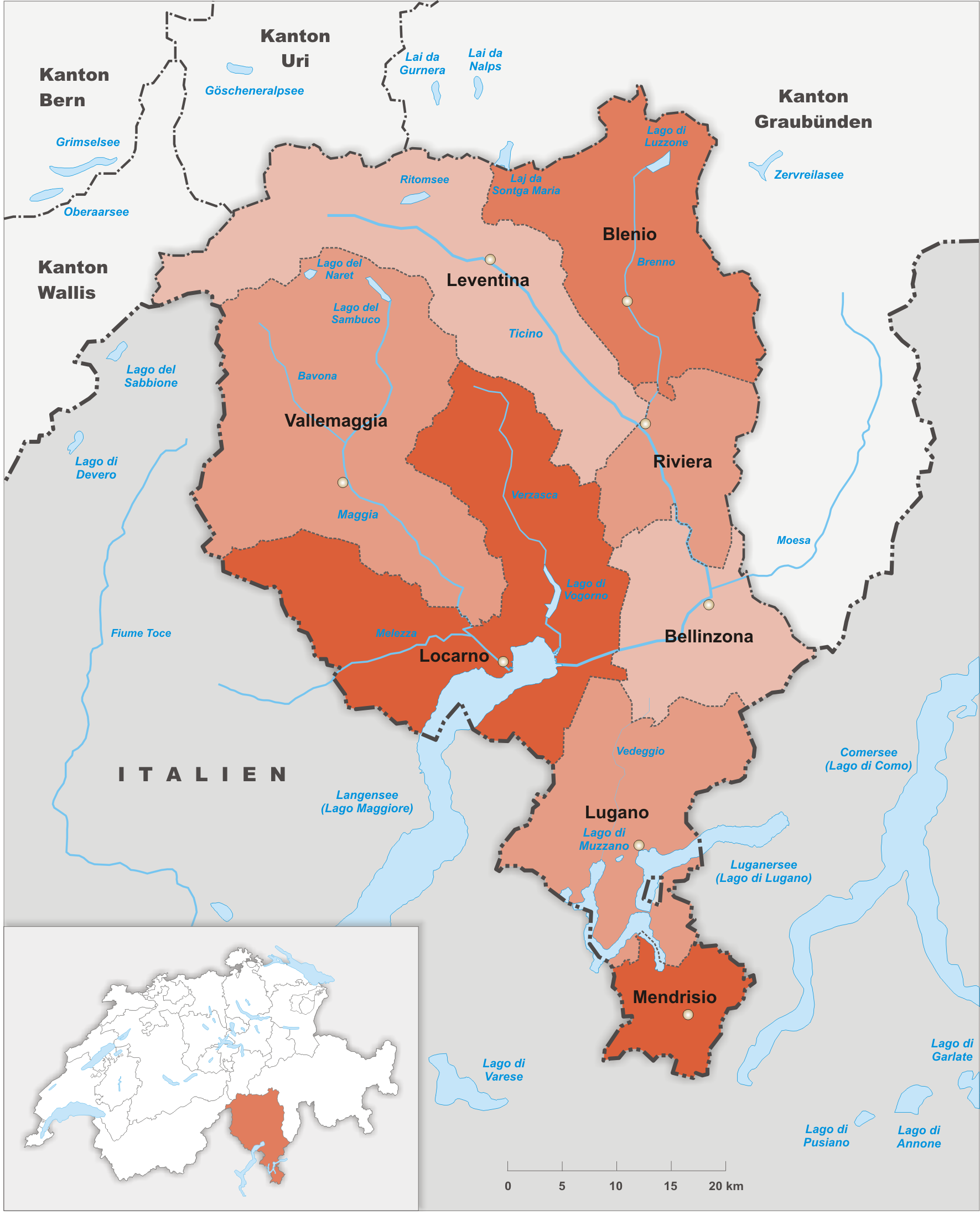
Distretti del Canton Ticino

Il Canton Ticino (Repubblica e Cantone Ticino) è diviso in otto distretti, suddivisi in 40 circoli:
- Distretto di Mendrisio con i circoli di Mendrisio, Balerna, Caneggio, Stabio e Riva San Vitale, con capoluogo Mendrisio
- Distretto di Lugano con i circoli di Lugano est, Lugano ovest, Lugano nord, Ceresio, Paradiso, Magliasina, Agno, Sessa, Sonvico, Vezia, Breno, Pregassona, Capriasca e Taverne, con capoluogo Lugano
- Distretto di Locarno con i circoli di Locarno, Isole del Lago Maggiore, Onsernone, Gambarogno, Melezza, Navegna e Verzasca, con capoluogo Locarno
- Distretto di Vallemaggia con i circoli di Rovana, Maggia e Lavizzara, con capoluogo Cevio
- Distretto di Bellinzona con i circoli di Bellinzona, Ticino e Giubiasco, con capoluogo Bellinzona
- Distretto di Riviera con il circolo di Riviera, con capoluogo Riviera
- Distretto di Blenio con i circoli di Serravalle, Acquarossa e Blenio, con capoluogo Acquarossa
- Distretto di Leventina con i circoli di Giornico, Faido, Quinto e Airolo, con capoluogo Faido

### Canton Turgovia

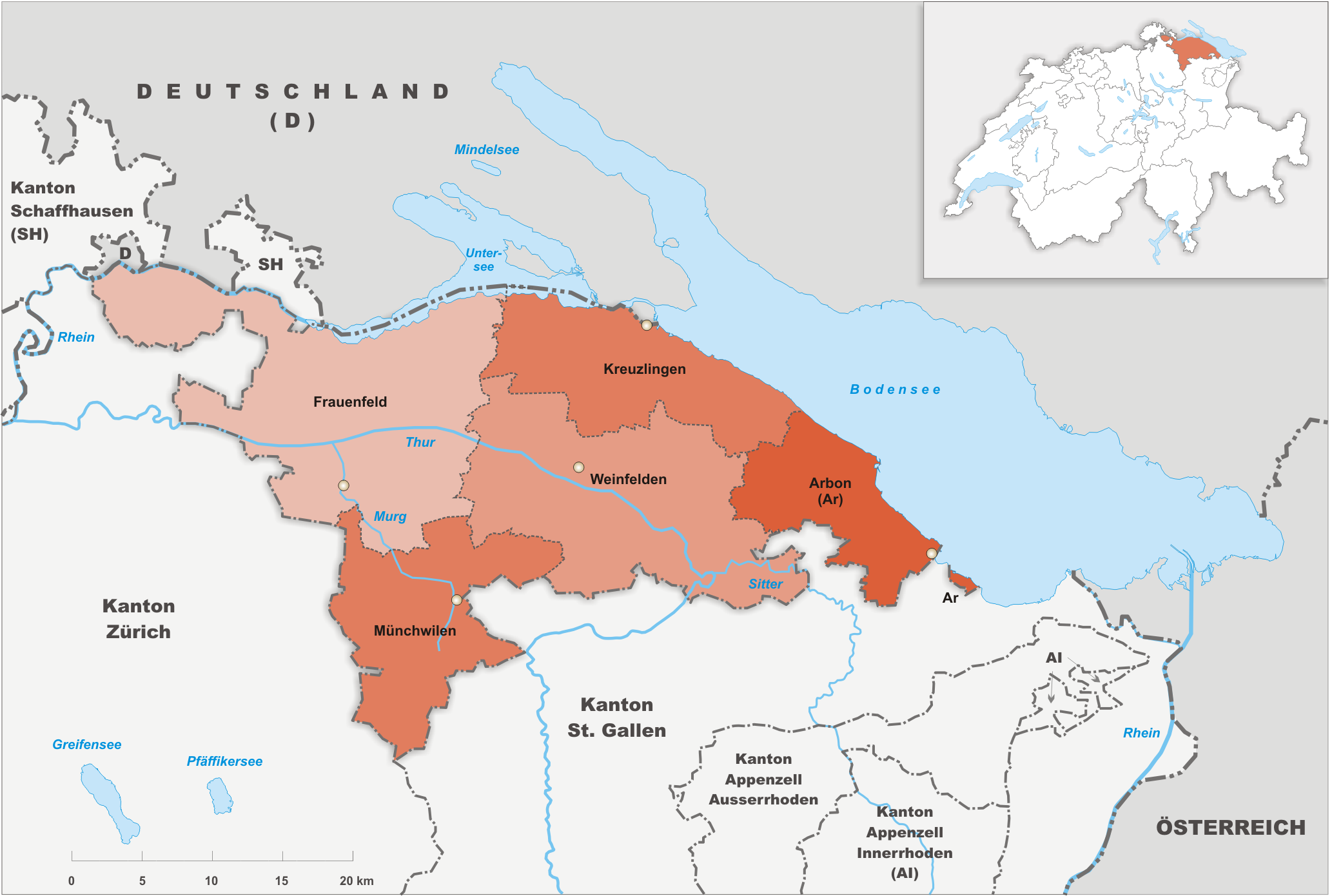
Distretti del Canton Turgovia

Il Canton Turgovia è diviso in cinque Bezirke, che prendono il nome dai rispettivi capoluoghi:
- Bezirk Arbon, con capoluogo Arbon
- Bezirk Frauenfeld, con capoluogo Frauenfeld
- Bezirk Kreuzlingen, con capoluogo Kreuzlingen
- Bezirk Münchwilen, con capoluogo Münchwilen
- Bezirk Weinfelden, con capoluogo Weinfelden

### Canton Uri
Il Canton Uri non è diviso in distretti; non vi sono livelli intermedi tra il cantone ed i comuni.

### Canton Vallese

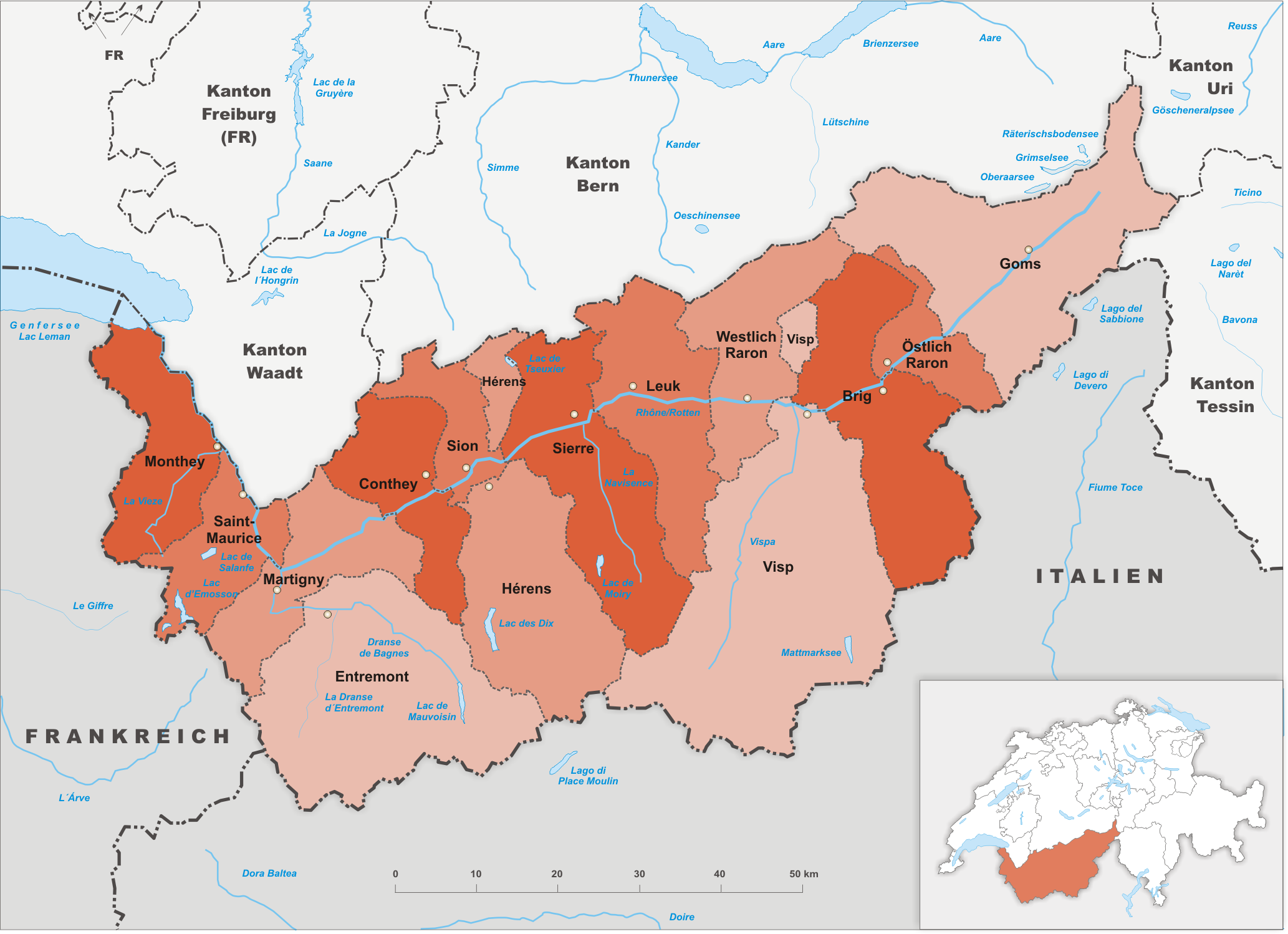
Distretti del Canton Vallese

Il Canton Vallese è diviso in 14 Bezirke o districts:
Distretti di lingua tedesca:
- Bezirk Goms, con capoluogo Goms
- Bezirk Östlich-Raron, con capoluogo Mörel-Filet
- Bezirk Brig, con capoluogo Briga-Glis
- Bezirk Visp, con capoluogo Visp
- Bezirk Westlich-Raron, con capoluogo Raron
- Bezirk Leuk, con capoluogo Leuk

Distretti di lingua francese:
- District de Sierre, con capoluogo Sierre
- District de Sion, con capoluogo Sion
- District de Conthey, con capoluogo Conthey
- District d'Hérens, con capoluogo Vex
- District d'Entremont, con capoluogo Sembrancher
- District de Martigny, con capoluogo Martigny
- District de Saint-Maurice, con capoluogo Saint-Maurice
- District de Monthey, con capoluogo Monthey

### Canton Vaud

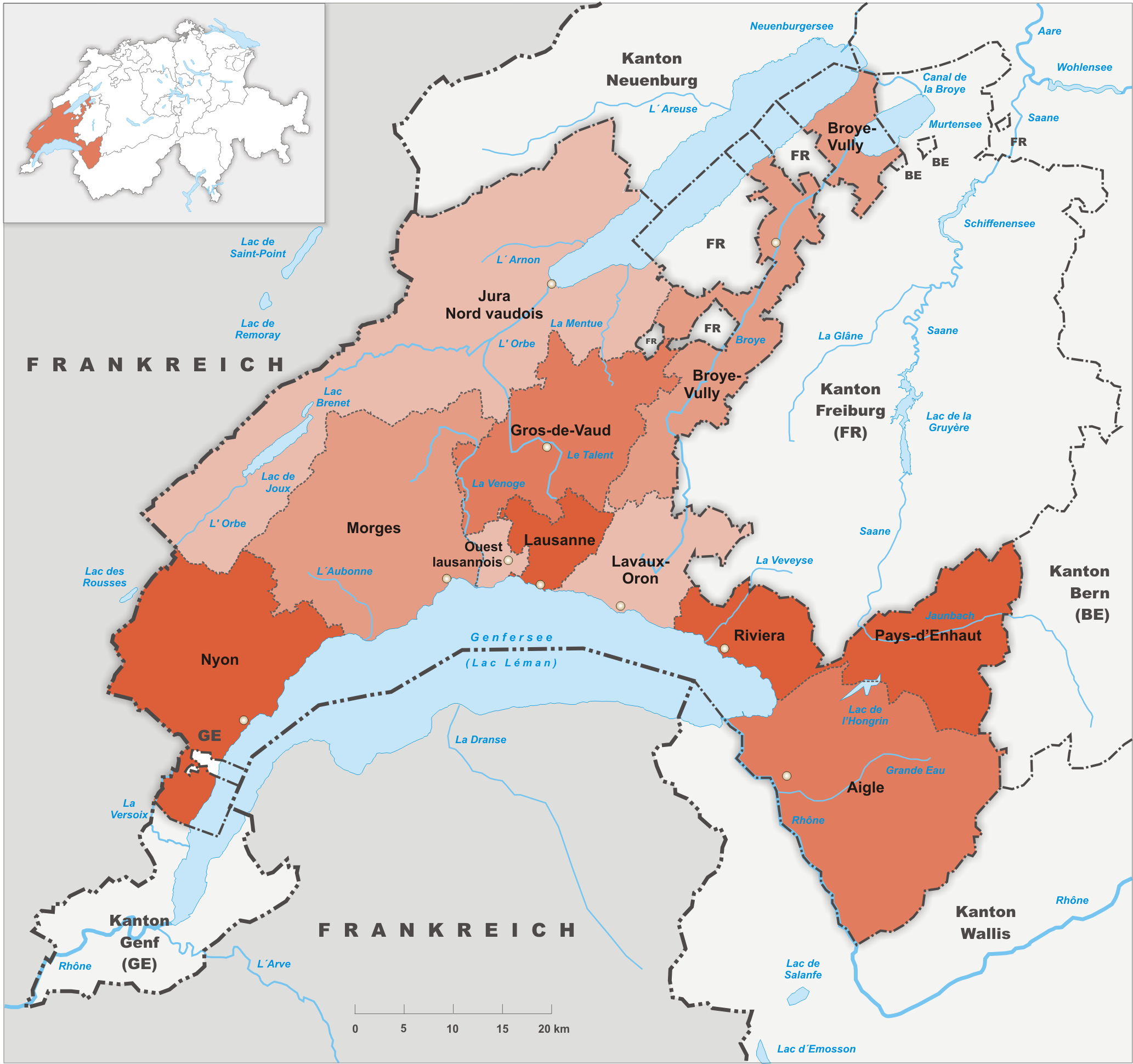
Distretti del Canton Vaud

Il Canton Vaud è diviso in 10 distretti:
- District d'Aigle, con capoluogo Aigle
- District de la Broye-Vully, con capoluogo Payerne
- District du Gros-de-Vaud, con capoluogo Echallens
- District du Jura-Nord vaudois, con capoluogo Yverdon-les-Bains
- District de Lausanne, con capoluogo Losanna
- District de Lavaux-Oron, con capoluogo Bourg-en-Lavaux
- District de Morges, con capoluogo Morges
- District de Nyon, con capoluogo Nyon
- District de l'Ouest lausannois, con capoluogo Renens
- District de la Riviera-Pays-d'Enhaut, con capoluogo Vevey

### Canton Zugo
Il Canton Zugo non è diviso in distretti; non vi sono livelli intermedi tra il cantone ed i comuni.

### Canton Zurigo

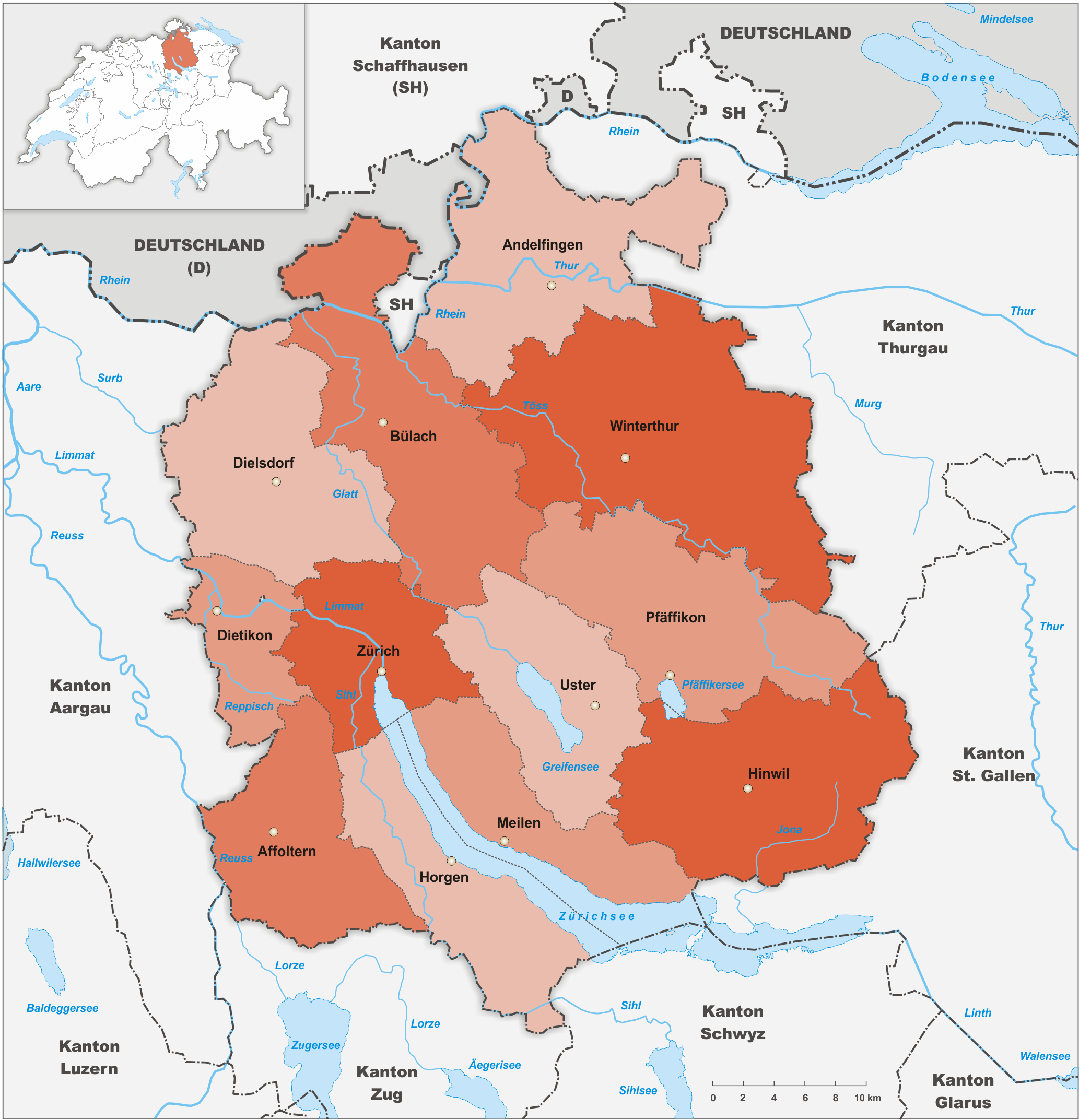
Distretti del Canton Zurigo

Il Canton Zurigo è diviso in 12 Bezirke:
- Bezirk Zürich, comprendente la città di Zurigo
- Bezirk Affoltern, con capoluogo Affoltern am Albis
- Bezirk Andelfingen, con capoluogo Andelfingen
- Bezirk Bülach, con capoluogo Bülach
- Bezirk Dielsdorf, con capoluogo Dielsdorf
- Bezirk Dietikon, con capoluogo Dietikon
- Bezirk Hinwil, con capoluogo Hinwil
- Bezirk Horgen, con capoluogo Horgen
- Bezirk Meilen, con capoluogo Meilen
- Bezirk Pfäffikon, con capoluogo Pfäffikon
- Bezirk Uster, con capoluogo Uster
- Bezirk Winterthur, con capoluogo Winterthur